# 산마르코 광장
산마르코 광장(이탈리아어: Piazza San Marco)은 이탈리아 베네치아에 위치한 광장으로, 베네치아의 가장 유명한 광장이며 베네치아의 정치적, 종교적 중심지 역할을 하던 광장이다. 베네치아에서는 산 마르코 광장을 단순히 '광장' (la Piazza)라고 지칭한다. 산마르코 광장과, 피아제타, 그리고 로마 광장을 제외한 다른 모든 공공 공간들은 광장이라고 불리는 대신에, 들판들이라는 뜻을 가진 캄피 (Campi - Campo의 복수)라고 불렸다. 작은 광장이라는 뜻을 가진 피아제타 (la Piazzetta)는 베네치아 석호 방향 남동쪽으로 산 마르코 광장이 연장된 것이다. 산마르코 광장은 피아제타와 함께 베네치아의 사회적, 종교적, 정치적 중심지를 형성했고, 보통 하나처럼 여겨졌다.

## 산마르코 광장의 구성
동쪽 끝은 베네치아의 성당인 산마르코 대성당이 차지하고 있다. 산마르코 광장의 답사는 주로 광장을 면하고 있는 이 성당의 서쪽 끝에서 시작해서 우측으로 진행된다. 산마르코 광장에서 직접적으로 볼 수 있는 산마르코 대성당의 서쪽 파사드는, 거대한 아치들과 대리석 장식들로 만들어져있는데, 로마네스크 양식의 조각품들이 중앙 정문을 감싸고 있다. 이 아치의 위쪽에는 베네치아의 자부심과 힘을 상징하는 청동으로 된 네 마리의 말이 광장 쪽을 향해 있는데, 베네치아와 함께 지중해 무역을 지배하며 경쟁관계를 형성했던 제노바는 1379년 이 말들에 재갈이 물려지지 않는 이상 두 도시 간의 평화는 없다는 말을 남기기도 했다. 그로부터 약 4백년 뒤, 베네치아를 정복한 나폴레옹은 이 말들을 끌어내려 파리로 가져가기도 했다.
레온치니 소광장 (La Piazzetta dei Leoncini)은 성당의 북쪽에 위치한 광장으로, 1722년에 도제였단 알비세 모체니고 (Alvise Mocenigo)가 제막한 광장 입구 양쪽에 위치한 두 마리의 대리석 사자들 때문에 이런 이름이 붙여졌는데, 현재는 공식적으로 요한 23세 소광장 (La Piazzetta Giovanni XXIII)으로 불리고 있다. 성당의 동쪽에 접해있는 신고전주의 양식의 건물은 파트리아르칼레 궁전으로 베네치아의 총대주교좌 건물이다.
그 다음 건물은 1499년에 완공된 시계탑 (Torre dell'Orologio)으로, 메르체리아라고 불리는 이 시계탑 건물의 아치로 된 길은 베네치아의 상업적 정치적 중심지인 리알토 지구의 상점가로 연결된다. 이 시계탑의 우측에는 발다사레 론게나(Baldassare Longhena)가 1675년에 설계한 산 바소 성당이 있는데, 이 건물은 가끔 전시회를 위해 개방될 때를 제외하고는 개방되지 않는다.
좌측에는 광장의 북쪽을 따라 지어진 긴 아케이드가 나오는데, 이 아케이드의 이름은 프로쿠라티에 베키에 (Procuratie Vecchie)라 불리는데, 그 연원은 이 건물이 베네치아 공화국에서 도제 다음의 영예를 지녔던 산마르코의 프로쿠라티에 (Procuratore di San Marco)의 집과 집무실로 쓰였던 곳이라는 것에서 찾을 수 있다. 이 아케이드를 구성하는 건물들은 16세기 초에 지어졌는데, 1층은 상점과 식당들이 차지하고 있고, 2층은 사무실로 사용되고 있다. 이 1층의 상점과 식당 중에는 맞은 편에 있는 카페 플로리안과 함께 유명한 카페로 쌍벽을 이루는 카페 콰드리가 있는데, 이 카페는 19세기 오스트리아 통치 당시 이탈리아 사람들이 애용했던 플로리안과 반대로 오스트리아인이 애용한 것으로 유명했다.
이 아케이드의 끝에서 다시 왼쪽으로 돌면 아케이드가 광장의 서쪽끝을 따라 이어지는데, 이 아케이드는 1810년 나폴레옹이 재건축한 것으로 나폴레옹 동(棟)[이라는 뜻의 알라 나폴레오니카 (Ala Napleonica)라고 불린다. 이 곳의 상점가 뒤쪽에는 과거에는 왕궁으로 이어지는 예식용 계단이 존재했는데, 현재는 코레르 박물관 (Museo Correr)의 입구로 쓰이고 있다.
왼쪽으로 다시 돌면 아케이드가 광장의 남쪽으로 계속 이어지는데, 이 쪽의 아케이드는 프로쿠라티에 누오베 (Procuratie Nuove: 새 프로쿠라티에)라고 불린다. 이 프로쿠라티에 누오베는 자코포 산소비노 (Jacopo Sansovino)가 16세기 중엽에 설계한 것이지만 그의 사후 1582년부터 1586년까지 빈첸조 스카모치 (Vincenzo Scamozzi)에 의해 프로쿠라티에들이 요청한 바에 따라 변경된 형태로 일부가 건축되었고, 1640년 발다사레 론게나가 최종적으로 이 건물을 완성했다. 이 건물은 다른 아케이드처럼 상점가로 꾸며져 있는데, 이 중에는 현존하는 카페 중 가장 오랜 역사를 지닌 카페 플로리안이 있다. 1720년 플로리아노 프란체스코니 (Floriano Francesconi)가 개업한 카페 플로리안은 카페 콰드리와 대조적으로 베네치아 사람들이 애용하던 카페였다. 이 아케이드의 위층은 나폴레옹이 그가 베네치아 총독으로 임명한 의붓아들 외젠 보아르네 (Eugène Beauharnais)의 관저로 쓰였고, 현재는 코레르 박물관으로 쓰이고 있다. 이 프로쿠라티에 누오베의 가장 끝에는 16세기 중엽에 건설된 국립 마르차나 도서관 (Biblioteca Nazionale Marciana)의 북쪽 끝과 만나는데 이 도서관의 정면은 피아제타를 면하고 있다. 이 아케이드는 모퉁이를 돌아 피아제타로 이어진다.
이 반대편으로 산 마르코 성당의 종탑이 광장에 독립적인 형태로 교회와 연결되지 않고 세워져 있는데, 종탑은 1912년에 새로 건축된 종탑이다. 원래의 종탑은 1156년부터 1173년까지 건설되었고, 1514년 복원된 건물이었는데,1902년 7월 탑의 북쪽에 심각한 균열이 발견된 것을 시작으로 1912년 7월 14일 오전 9시 45분 경 완전히 무너졌고, 그 이후에 현재의 종탑을 새로 건축하였다. 이 종탑의 부근에 성당을 바라보고 있는 로제타 (Loggetta)라는 우아한 모습의 작은 건물이 있는데, 이 건물은 산소비노에 의해서 1537년부터 1546년에 걸쳐 지어졌다. 이 건물 또한 종탑이 1902년에 무너지면서 같이 붕괴되었다가 복원되었다. 로제타 도제 궁에서 열리는 시의회에 참석하기 위한 귀족들과 시의회가 개회되었을 때 경비원들이 쓰는 로비로 사용되었다.
광장 건너편 성당 앞에는 세 개의 거대한 돛과 같은 모습의 1505년 알레산드로 레오파르디 (Alessandro Leopardi)가 만든 양각으로 장식된 청동 받침대에 세워진 깃대가 있다. 과거 베네치아 공화국 시절에는 베네치아의 산마르코기가 이 깃대에 게양되었는데, 현재는 이탈리아 국기와 함께 게양되고 있다.
산마르코 광장의 구성
- 19세기의 산 마르코 광장
- 산마르코 종탑에서 바라본 산마르코 광장
- 시계탑과 리알토로 향하는 아치로 된 길인 메르체리에
- 바르톨로메오 본 (Bartolomeo Bon il Giovane)이 건축한 프로쿠라티에 베키에 (1520년 경)
- 빈첸초 스카모치가 1580년경 산소비노의 디자인을 적용해서 건축한 프로쿠라티에 누오베 (1993년 베네치아 카니발 기간 촬영한 사진)
- 프로쿠라티에 베키에 (1520년 경)의 입면도 (콰드리 모레티 (Quadri-Moretti)에서 인쇄 1831)
- 프로쿠라티에 누오베 (1580년 경)의 입면도 (콰드리 모레티 (Quadri-Moretti)에서 인쇄 1831)
- 산마르코 종탑의 하단부에 있는 로제타 (산소비노가 1537-46년에 걸쳐 건축); 종탑의 1902년 붕괴 후 재건축